# 신데렐라 (디즈니 캐릭터)
신데렐라(Cinderella)는 월트 디즈니 픽처스의 캐릭터이자 두 번째 디즈니 프린세스이다. 1950년 애니메이션 영화 《신데렐라》에서 첫 등장했다. 샤를 페로의 동명 동화 캐릭터를 모티브로 하여 창작되었다. 주먹왕 랄프2에서 공주들의 대기실에서 다른 디즈니 공주(픽사 공주도 들어가지만)과 대기하는 모습을 보였다

## 출연 작품

### 애니메이션
- 《신데렐라》 (1950)
- 《신데렐라 2》 (2002)
- 《신데렐라 3》 (2007)
- 《미키 마우스》 (2013-)
- 《주먹왕 랄프 2: 인터넷 속으로》 (2019)

### 실사 작품
- 《신데렐라》 (2015)